# Lanvaudan
Lanvaudan település Franciaországban, Morbihan megyében. Lakosainak száma 809 fő (2022. január 1.). Lanvaudan Inguiniel, Bubry, Quistinic, Languidic, Inzinzac-Lochrist, Calan és Plouay községekkel határos.

## Népesség
A település népességének változása:
| Lakosok száma | 785  | 735  | 815  | 702  | 772  | 792  | 798  | 801  | 804  | 809  |
|               | 1968 | 1982 | 1990 | 2006 | 2013 | 2015 | 2017 | 2019 | 2020 | 2022 |